# Evangelische Kirche Leuscheid

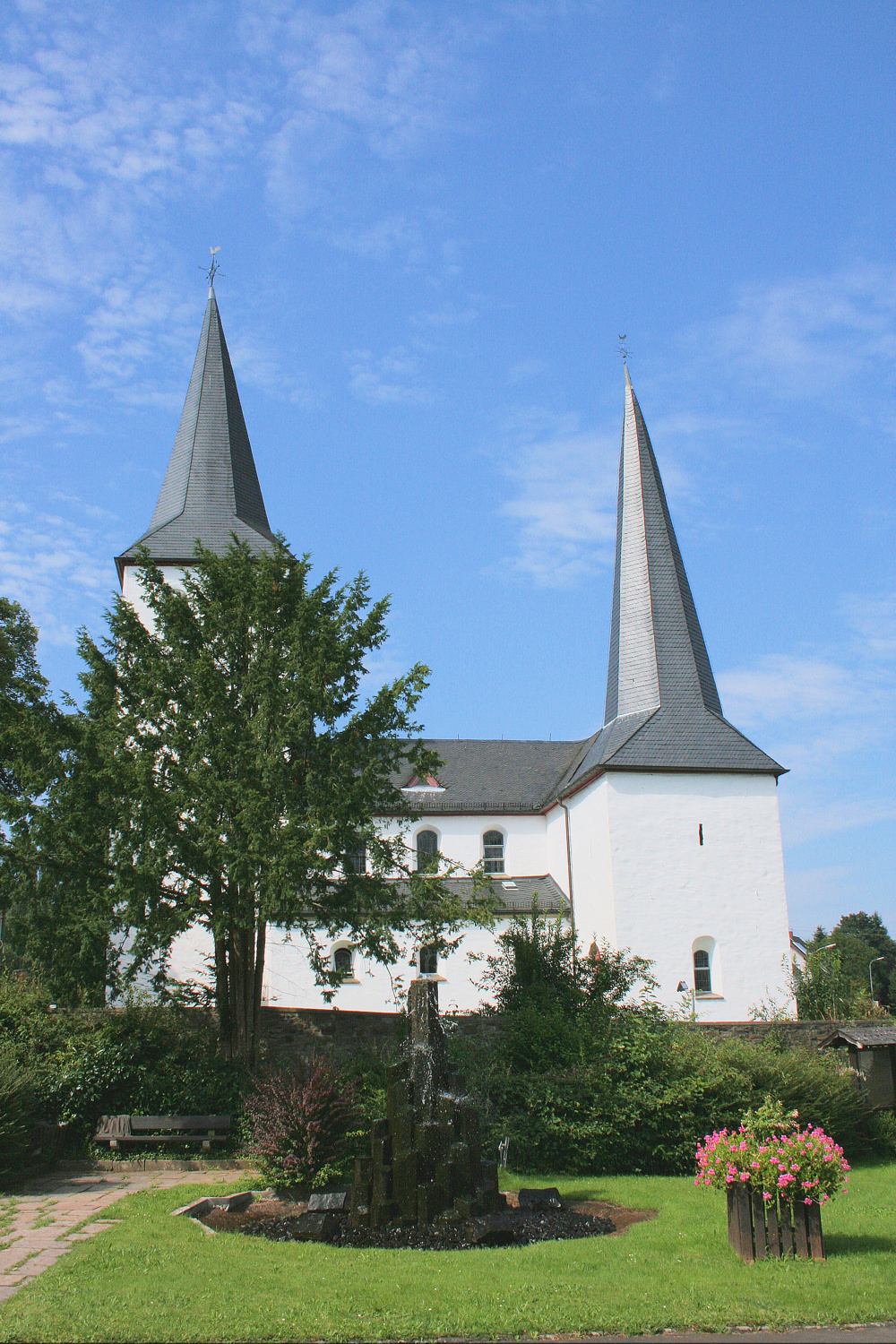

Die Evangelische Kirche Leuscheid, überwiegend im romanischen Baustil wurde 1131 erstmals urkundlich erwähnt und war eine katholische Marienkirche. Turm und Langhaus entsprechen diesem Alter. Querhaus, Chor und Sakristei wurden im 14. und 15. Jahrhundert erbaut. In den 1960er Jahren wurde die inzwischen evangelische Bruchsteinkirche von Leuscheid verputzt und renoviert. 
Die Kirchengemeinde Leuscheid gehört zum Kirchenkreis An Sieg und Rhein der Evangelischen Kirche im Rheinland.

## Geschichte
Ab 1565 war der größte Teil der Bevölkerung des Leuscheider Landes protestantisch. Erst 1672 wurde die katholische Marienkirche endgültig den Protestanten zugesprochen.

## Gebäude
Der Bau ist eine dreischiffige Basilika mit Westturm, Querhaus und polygonaler Chorapsis. An die Südseite des Querhauses ist die zweigeschossige Sakristei mit hohem Schieferdach angebaut. Der romanische Turm ist viergeschossig. Das Glockenstockwerk hat eine Gliederung durch Lisenen und Rundbogenfries auf. An allen Seiten hat der Turm zwei gekuppelte Rundbogenfenster.

## Ausstattung
Das Taufbecken ist romanisch. Es steht im südlichen Querhaus und wird von sechs Säulen getragen. Es besteht aus Trachyt und hat eine runde Kuppa. Die Glocken sind von 1446, 1559 und die dritte unbestimmbar ebenfalls aus dem 16. Jahrhundert. Die Fenster wurden 1965 von Hermann Gottfried gestaltet.

## Denkmalschutz
Die Kirche ist unter der Nummer A 2 in die Liste der Baudenkmäler in Windeck eingetragen.